# 川村南魅
川村 南魅（かわむら なみ）は日本の女優、歌手、十四行詩（ソネット）作家、ナレーター、声優。
作曲家・崔和傳28番目の門下生。KCP子どもコンテンツプロデューサー。トーイズダンサーズメンバー。LU LU CHUIメンバー。織田流剣術殺陣師範。所属は株式会社イヴ・ジール。

## 来歴
- 子役経験[1]を持ち、舞台女優として活動中に作曲家・崔和傳と会う[1]。
- 2011年8月、後援会会員向けのミニライブを開始。初回は帝国ホテルのパーティー会場だった。
- 2011年9月、書籍『女優熱[3][4]　日本地域社会研究所[5]』出版。
- 2012年、東京都千代田区に事務所を置く教育音楽プロジェクトである、KCP子どもコンテンツプロジェクト[6]歌体操シリーズ[7]のメインシンガーとなり、同時にプロデューサーに就任。「歌体操シリーズ」において15曲をリリース。体操振付のパフォーマンスをトーイズダンサーズと毎週、レッスンをスタートする。
- 2015年11月、ファーストライブ開催。
- 2018年、KCP子どもコンテンツプロジェクト全曲に対し、英訳化が決まり、英語版もトーイズダンサーズと共に歌う。英語版の歌はLU LU CHUI名義。録音時には独自のカタカナ図形を用いて臨んでいる。
- 2021年、初の配信ライブを開催。子どもコンテンツプロジェクトの歌体操シリーズ15曲の体操振付をすべて公式撮影し[8]、コロナ禍に行われた「霞が関教育プログラム」に参加。